# 兰斯玫瑰饼干

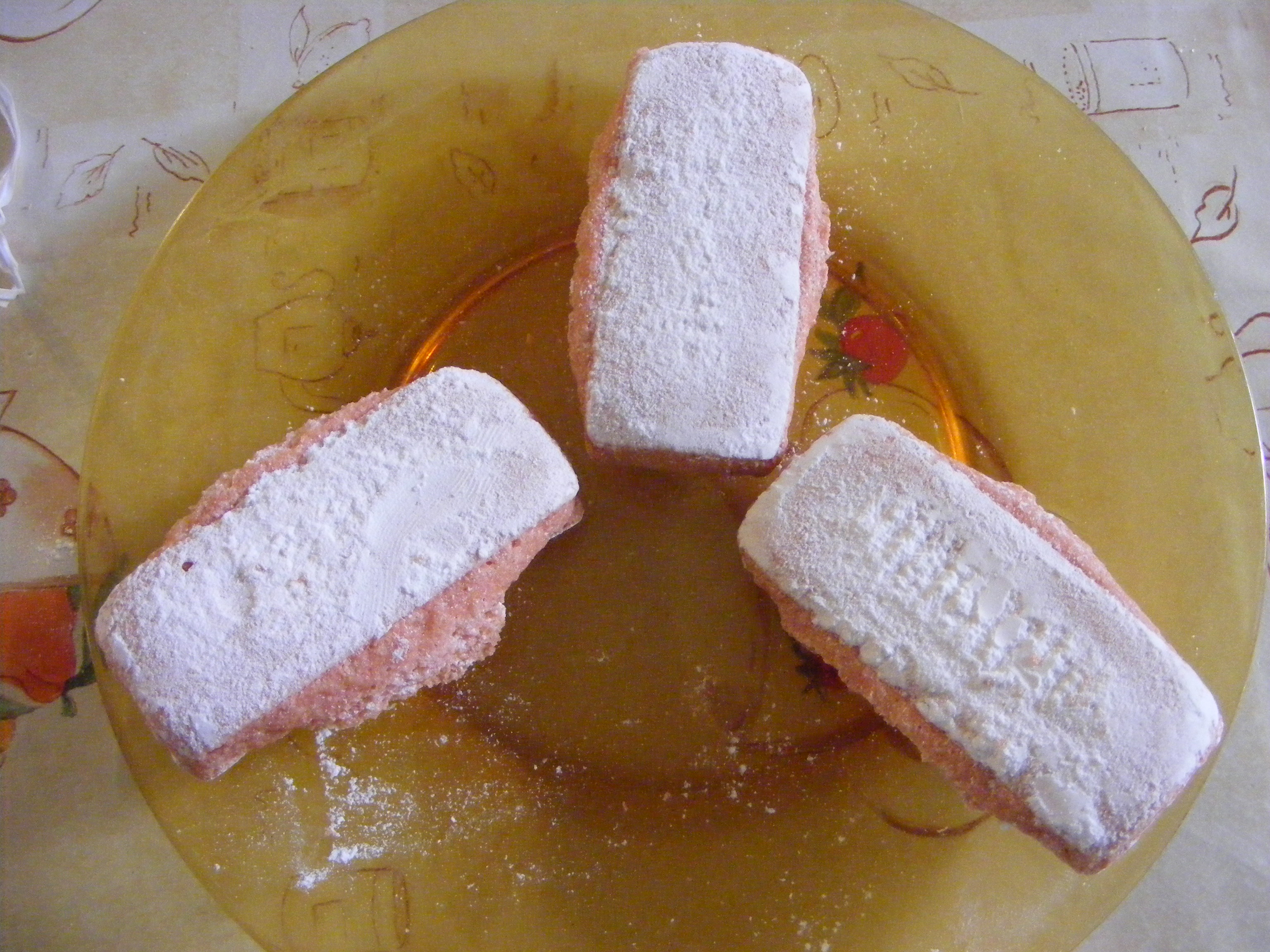
三块兰斯玫瑰饼干

兰斯玫瑰饼干（法語：Biscuit rose de Reims），又稱紅果玫必思奎特，是法国兰斯的特产，也是全世界历史最为古老的饼干之一。兰斯玫瑰饼干起源于17世纪末的兰斯，逐渐成为法国香槟区知名度仅次于香槟酒的产品。
麵包師為了好好利用烤焗兩個批次麵包之間焗爐裡的餘溫，構思出特製的麵團，並將它烤焗兩次。餅乾英語biscuit源於法語bis-cuit，亦即是烤焗兩次的意思。原本餅乾是白色的，為了添加一些味道，香草莢被加入到食譜之中，卻令到餅乾本身變為啡色。為掩飾這過失，胭脂蟲中提煉出來的胭脂紅被混入到麵團之中，烤好後再灑上砂糖，從此蘭斯玫瑰餅乾正式誕生。